# Президентські вибори в Чехії 2013
Вибори президента Чеської республіки, згідно з Конституцією Чехії в редакції закону 71/2012 Sb., Проходили у формі прямих всенародних виборів. Перший тур виборів відбувся 11 і 12 січня 2013 року. Другий тур виборів пройшов 25—26 січня. Це перші всенародні вибори президента сучасної республіки. Переможцем виборів став Мілош Земан.

## Принципи реєстрації кандидатів
Центральна виборча комісія, очолювана міністром внутрішніх справ, приймала номінації на пост президента до 6 листопада 2012 року. Номінувати кандидата вправі будь-який громадянин Чехії, який має право голосу. Для реєстрації кандидата, крім формальної заявки про номінацію мають бути додані додаткові документи: згода кандидата з номінацією, довідку про відкриття рахунку для виборчої кампанії, у випадку, коли кандидат номінований громадянами — підписні листи, а в разі номінації депутатами Сенату або Палати депутатів — їх список, контактні дані та підписи.
Міністерство внутрішніх справ в період до 23 листопада 2012 перевірило коректність даних, зазначених у номінаціях та додатках; у кандидатів, висунутих громадянами, проведений точний підрахунок голосів та перевірена коректність даних, зазначених у підписних листах. Кандидати, номіновані громадянами, повинні були зібрати не менше 50 тисяч дійсних підписів громадян. Кандидати ж, висунуті депутатами або сенаторами чеського парламенту — не менше 20 підписів депутатів або 10 підписів сенаторів. У зазначену дату Міністерство опублікувало рішення про реєстрацію кандидатів [Архівовано 12 квітня 2015 у Wayback Machine.] на пост президента.
За підсумками першого етапу реєстрації кандидатів із 20 поданих номінацій допущені до перевірки Міністерством лише 11 з них. Другий етап реєстрації кандидатів — перевірка підписних листів — відсіяла ще трьох претендентів на президентський пост. 13 грудня вищий адміністративний суд Чехії виніс рішення зобов'язати МВС зареєструвати кандидатом Яну Бобошикову, якій раніше було відмовлено в реєстрації.

## Перший тур
Вибори в першому турі проходили помітно активніше, ніж минулі незадовго до них вибори в Сенат. Всі зареєстровані кандидати взяли участь у виборах, жодна кандидатура не була знята. Явка виборців склала 5 171 666 осіб, або 61,31%. Всупереч прогнозам, друге місце зайняв не екс-прем'єр Ян Фішер, а глава МЗС Чехії Карел Шварценберг. Ніхто з кандидатів не набрав більше 50% голосів, і перші два кандидати, що набрали найбільшу кількість голосів, перейшли в другий тур. Чинний президент Чехії Вацлав Клаус назвав результат голосування в 1-му турі «самої великий катастрофою правих сил за посткомуністичну добу».

## Другий тур
На деяких виборчих округах була відзначена надзвичайно висока явка виборців (більше 50%) ще в перший день виборів — 25 січня. Підсумкова явка склала 4 986 040 осіб, або 59,11%. Мілош Земан набрав майже 55% голосів, перемігши таким чином Карла Шварценберга з 45%. за територіальною розподілу голосів можна зробити висновок, що Шварценберг переміг у найбільших містах та агломераціях, тоді як Земан — більше в сільській місцевості та малих та середніх містах.
Абсолютна різниця між кандидатами склала близько півмільйона голосів. Карел Шварценберг привітав суперника з перемогою на виборах та побажав йому «бути президентом усіх громадян». Глава держави Вацлав Клаус, коментуючи перемогу Земана, сказав, що «правда та любов здобули перемогу над брехнею та ненавистю».

## Кандидати
| Ім'я                                                        | Ім'я              | Політична приналежність             | Підстава реєстрації                                          | Виборчий фонд                                                  | Результат першого туру, % | Результат другого туру, % |
| ----------------------------------------------------------- | ----------------- | ----------------------------------- | ------------------------------------------------------------ | -------------------------------------------------------------- | ------------------------- | ------------------------- |
|                                                             | Яна Бобошикова    | СУВЕРЕНІТЕТ — — Блок Яни Бобошикова | ≈ 55 тис. Громадян, зараховано 45429                         | звіт кандидата                                                 | 2,39                      | —                         |
|                                                             | Іржі Дінстбір     | ČSSD                                | 28 сенаторів і 55 тис. громадян, зараховані голоси сенаторів | рахунок [Архівовано 13 квітня 2015 у Wayback Machine.]         | 16,12                     | —                         |
|                                                             | Мілош Земан       | Земановці                           | 105 439 громадян, зараховано 82856                           | рахунок                                                        | 24,21                     | 54,80                     |
|                                                             | Зузана Ройтова    | KDU-ČSL                             | 80894 громадян, зараховано 75066                             | звіт кандидата [Архівовано 24 вересня 2015 у Wayback Machine.] | 4,95                      | —                         |
|                                                             | Пржемисл Соботка  | ODS                                 | 51 депутат і 23 сенатора                                     | рахунок                                                        | 2,46                      | —                         |
|                                                             | Ян Фішер          | Незалежний / безпартійний           | 101 761 громадян, зараховано 77387                           | рахунок                                                        | 16,35                     | —                         |
|                                                             | Тетяна Фішерова   | Незалежний / KH                     | 72610 громадян, зараховано 64961                             | рахунок                                                        | 3,23                      | —                         |
|                                                             | Володимир Франц   | Незалежний / безпартійний           | 88388 громадян, зараховано 75709                             | рахунок [Архівовано 13 квітня 2015 у Wayback Machine.]         | 6,84                      | —                         |
|                                                             | Карел Шварценберг | TOP 09                              | 41 депутат ТОП 09                                            | рахунок                                                        | 23,40                     | 45,19                     |
| Не зареєстровані кандидатами після подання підписних листів |                   |                                     |                                                              |                                                                |                           |                           |
|                                                             | Володимир Длоугі  | незалежний / безпартійний           | ≈ 60 тис. громадян, зараховано 38687                         | —                                                              | —                         | —                         |
|                                                             | Томіо Окамура     | Незалежний / безпартійний           | 61500 громадян, зараховано 35751                             | —                                                              | —                         | —                         |

## Президентські дебати
| Дата       | Місце                            | Учасники | Тема |
| ---------- | -------------------------------- | --- | --- |
| 18.1.2013  | РокОпера, Прага                  | Мілош Земан, Карел Шварценберг | «Президентська дуель» |
| 10.1.2013  | Ефір чеського ТБ                 | всі 9 кандидатів | «Президентські супердебати», різне |
| 8.1.2013   | Національна технічна бібліотека  | всі 9 кандидатів | різний |
| 4.1.2013   | РокОпера, Прага                  | Мілош Земан і Ян Фішер | різне, перевірка знання російської мови у кандидатів |
| 13.12.2012 | Будинок профспілок, Прага        | Іржі Дінстбір, Таня Фішерова та Мілош Земан | Економіка, проблематика ЄС, зовнішня політика |
| 5.12.2012  | Каролініум, Прага                | Іржі Дінстбір, Володимир Длоугі, Ян Фішер, Карел Шварценберг, Пржемисл Соботка та Мілош Земан                                                             | Безпека й оборона держави |
| 3.12.2012  | Театр La Fabrica, Прага          | Яна Бобошикова, Іржі Дінстбір, Володимир Длоугі, Таня Фішерова, Зузана Ройтова та Карел Шварценберг (відмовилися прийти Володимир Франц та Томіо Окамура) | Презентація своїх програм по 7 хвилин |
| 28.11.2012 | Юрфак КУ                         | Іржі Дінстбір, Пржемисл Соботка, Мілош Земан | Конституційні межі повноважень президента республіки |
| 28.11.2012 | Каролініум, Прага                | Яна Бобошикова, Іржі Дінстбір, Ян Фішер, Пржемисл Соботка, Карел Шварценберг та Мілош Земан                                                               | Зовнішня політика Чехії |
| 22.11.2012 | Національний театр               | Володимир Длоугі, Карел Шварценберг та Пржемисл Соботка                                                                                                   | Різні теми |
| 21.11.2012 | Західно-чеський університет      | Яна Бобошикова, Іржі Дінстбір, Володимир Длоугі, Таня Фішерова та Карел Шварценберг                                                                       | Економічна криза, торгівля з Китаєм, чеська дипломатія |
| 21.11.2012 | ВШЕ                              | Володимир Франц, Пржемисл Соботка | Прямі вибори, мотиви та пріоритети кандидата, відповіді на питання публіки: економіка, зовнішня політика, корупція, фінансування культури, коаліція комуністів та соціалістів в регіонах, відносини з комунізмом |
| 8.11.2012  | Інститут економічних наук, Прага | Іржі Дінстбір, Ян Фішер, Зузана Ройтова, Карел Шварценберг, Пржемисл Соботка і Мілош Земан                                                                | Європейське бачення кандидатів |
| 6.11.2012  | Готель Marriott, Прага           | Іржі Дінстбір, Ян Фішер, Пржемисл Соботка та Мілош Земан                                                                                                  | Зовнішня політика Чехії |
| 1.11.2012  | Національний театр               | Іржі Дінстбір, Зузана Ройтова та Мілош Земан | Різні теми |
| 18.10.2012 | Союз НТО, Прага                  | Яна Бобошикова, Ладіслав Якл, Іржі Карас та Пржемисл Соботка                                                                                              | Оборона державного сувернітету та традиційних цінностей |
| 19.9.2012  | Кайзерштейнський палац, Прага    | Іржі Дінстбір, Карел Шварценберг, Пржемисл Соботка та Мілош Земан                                                                                         | Ставлення Чехії до ЄС і навпаки, розвиток та тренди ЄС, важливість проблематики ЄС, чеські закордонні інтереси |
| 7.8.2012   | Бібліотека Вацлава Гавела, Прага | Іржі Дінстбір, Ян Фішер, Мілош Земан, відмовилися прийти Таня Фішерова та Зузана Ройтгова                                                                 | Громадянське суспільство, політичні партії та виборча система, церква та церковна реституція, референдуми, права людини, Лісабонський договір, недемократичні країни, рівність, квоти та квоти для жінок, дискримінація та позитивні дії, меншини та роми, екстремізм, ЛГБТ, реєстровані партнерства, прийом дітей в гей-родини, корупція, декларація майна |